# Spaltströmning

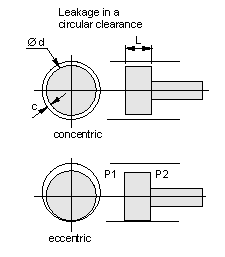
Fig. 1: Läckage i cirkulär spalt.

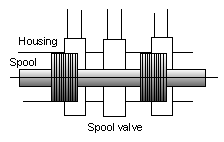
Fig. 2: Tryckutjämningsspår på en ventilslids bommar.

Spaltströmning. Med detta avses inom hydrauliken strömningsförhållandena för vätskor i spalter där spaltens höjd är försumbar i förhållande till dess bredd och strömningen i huvudsak är laminär. Spaltströmning utgör ett mycket viktigt teknikområde vid konstruktion av hydraulpumpar, motorer och ventiler. En korrekt dimensionering av nödvändiga spalter är helt avgörande för systemkomponenternas funktion, verkningsgrad, kylning och smörjande egenskaper. Inom högtryckshydrauliken används inte sällan spalthöjder ner mot 1 tusendels (mm) för att hålla läckagen och därmed energiförlusterna på en låg nivå.
Ett exempel på spaltströmning inom hydrauliken är strömningen i den cirkulära spalt som finns mellan ventilslid och ventilhus i en hydraulventil. Se fig. 1. Förutsatt att strömningen är laminär erhålls flödet över spalten enligt följande uttryck och gäller vid stationära förhållanden, d.v.s. strömningsförhållandena ändras inte över tiden:
Vid centrerad ventilslid i ventilhuset, d.v.s. spalten har samma höjd runtom erhålls flödet som:
{\displaystyle Q_{i}={\frac {(P_{1}-P_{2})\cdot \pi \cdot d\cdot c^{3}}{12\cdot \nu \cdot \rho \cdot L}}}
P1 - P2 = tryckfallet över spalten
d = ventilslidens diameter
c = spaltens höjd (radiellt spel)
ν = oljans kinematiska viskositet
ρ = oljans densitet
L = spaltens längd
Som framgår av uttrycket har spaltens höjd c ett avgörande inflytande på läckaget genom att den ingår med en potens 3.
Vid helt ocentrerad ventilslid, d.v.s. sliden ligger an mot ventilhuset, vilket är det man normalt räknar med i praktiken för beräkning av mest ogynsamma läckage, erhålls flödet:
{\displaystyle Q_{e}=2.5\cdot Q_{i}}
I kompletta hydraulsystem handlar det i praktiken om flera 100-tals spalter med olika utformning och läckage, där det totala läckaget i systemet ger en väsentlig förlusteffekt och onoggrannhet i systemegenskaper om inte spalternas spel och längd hålls inom kontrollerade värden. Hög föroreningsnivå i oljan som ger mekaniskt slitage påverkar läckaget starkt genom att läckaget är beroende av spelet c3.
För att så långt det är möjligt förhindra att ventilslider genom olikformig statisk tryckfördelning i trånga spalter trycks mot slidloppets vägg, som både ger en ökad risk för kontaktfriktion och ett större läckage, förser man större ventilslider med tunna så kallade tryckutjämningsspår runt periferin. Se fig. 2. Dessa spår minskar den effektiva axiella tätningssträckan i spalten mellan ventil och slidlopp men kompenseras av ett minskat läckage över spalten enligt ekvationen för idealt minsta läckage, Qi där ventilsliden är centrerad i slidloppet.